# Nisitrus maculosus
Nisitrus maculosus är en insektsart som först beskrevs av Walker, F. 1871.  Nisitrus maculosus ingår i släktet Nisitrus och familjen syrsor. Inga underarter finns listade i Catalogue of Life.